# Bianca Bin

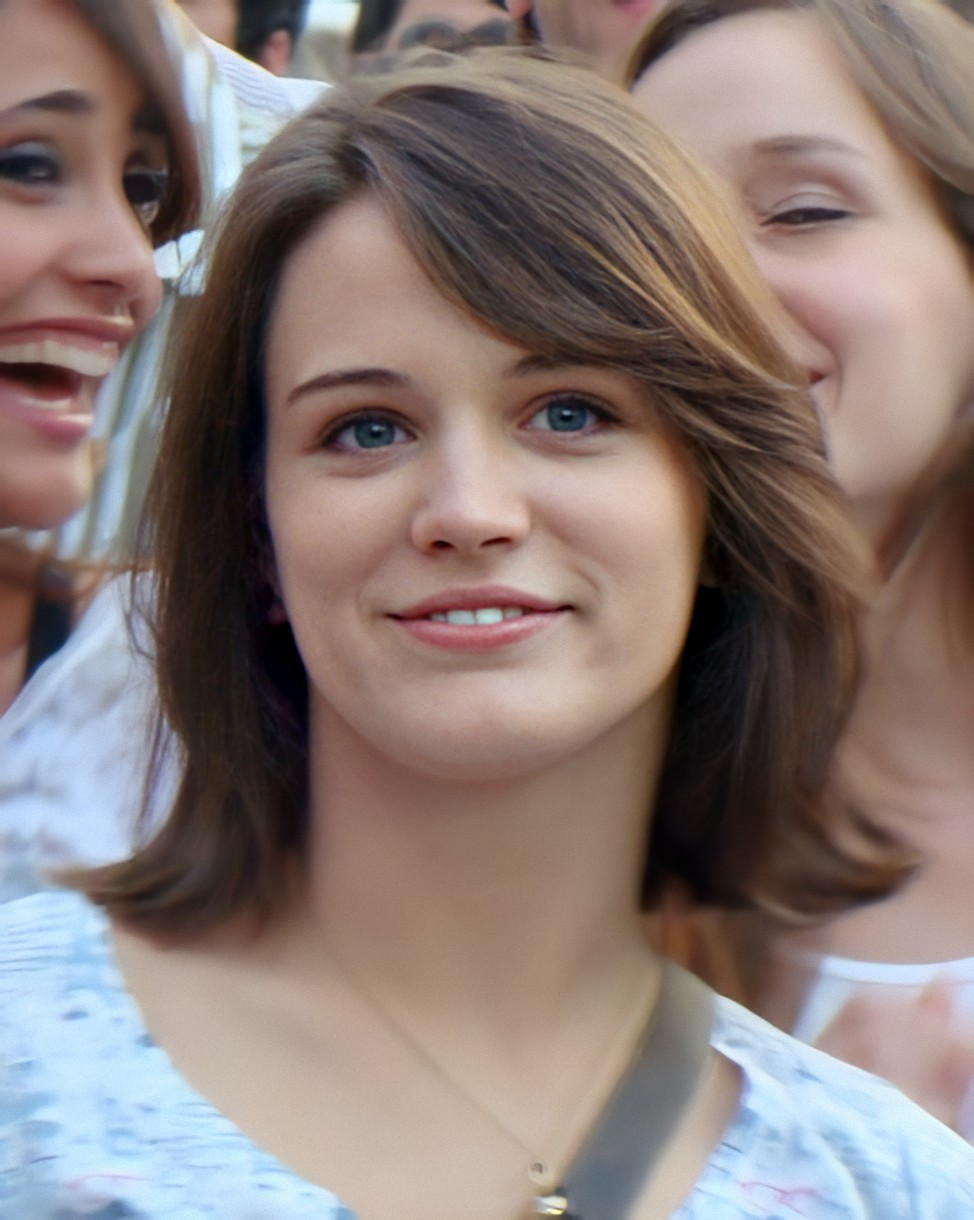
Bianca Bin

Bianca Franceschinelli Bin (sinh ngày 3 tháng 9 năm 1990) là một nữ diễn viên người Brazil.

## Sự nghiệp
Sinh ra ở Jundiaí, São Paulo, cô đã từng đóng vai chính, nhân vật Marina, trong phiên bản mùa 2009 của Malhação. Sau khi rời Malhação, cô đóng vai nhân vật nổi tiếng Fátima trong telenovela Passione của Rede Globo. Nhân vật của cô đã tham gia vào một mối quan hệ lãng mạn với nhân vật của Cauã Reymond trong telenovela đó.
Cô từng đóng vai chính trong Telenovela Cordel Encantado của Rede Globo năm 2011, thay thế nữ diễn viên Paola Oliveira, người đã chọn làm việc trong một telenovela Rede Globo khác có tên là Insensato Coração. Trong Cordel Encantado, cô làm việc lần thứ hai với Cauã Reymond, người đóng vai diễn lãng mạn của nhân vật. Nhân vật của cô được đặt tên là Açucena Bezerra, và cũng là một công chúa. Cô đóng vai một nhân vật phản diện tên là Carolina trong phiên bản năm 2012 của telenovela có tên là Guerra dos Sexos. Bin cũng đóng vai chính trong phiên bản năm 2013 của telenovela có tên là Joia Rara vai Amélia do Rede Globo sản xuất. Cô đóng vai chính là nhân vật phản diện Vitória trong telenovela Boogie Oogie. Cô đóng vai một phụ nữ mang thai tên là Maria trong phiên bản năm 2016 của telenovela có tên Êta Mundo Bom !. Hiện tại, cô đang đóng vai Clara, nhân vật chính trong telenovela có tên O Outro Lado do Paraíso. Cô đang hợp tác diễn xuất lần thứ hai với các diễn viên Sérgio Guizé, Eliane Giardini và Arthur Aguiar.